# Готфрид Келер
Готфрид Келер (1819 – 1890) е швейцарски поет и майстор на новелите.

## Биография
Роден е в семейството на стругар в Цюрих на 19 юли 1819. Любовта към конкретния свят на действителността го довежда до рисуването. Келер има известен талант в тази област, но няма голям успех и се отказва, за да се посвети на литературата. Келер прекарва много години в Германия, но през 1861 става общински секретар в Цюрих, за да си осигури стабилно положение в обществото. Умира в родния си град на 15 юли 1890.

## Оценка
В ранните години от своя живот Келер захвърля всички традиционни вярвания и така дълбоката любов и жизнерадостната вяра в целия живот става неговата религия.
Въпреки че в много отношения Келер е определено прозаичен, един спокоен и обективен наблюдател със склонност към утилитарните идеали (той има всички простички добродетели на своите прадеди), той въпреки това се наслаждава на удоволствието да създава митични измислици. По това прилича на сънародника си Арнолд Бьоклин, когото немците почитат като един от най-големите техни съвременни художници.

## Произведения
- „Зеленият Хайнрих“ (1854)
- „Хора от Зелдвил“ (1856)
- „Дрехите правят човека“ (1866)
- „Седем легенди“ (1872)
- „Цюрихски новели“ (1877)
- „Мартин Заландер“ (1886)